# كريات أونو

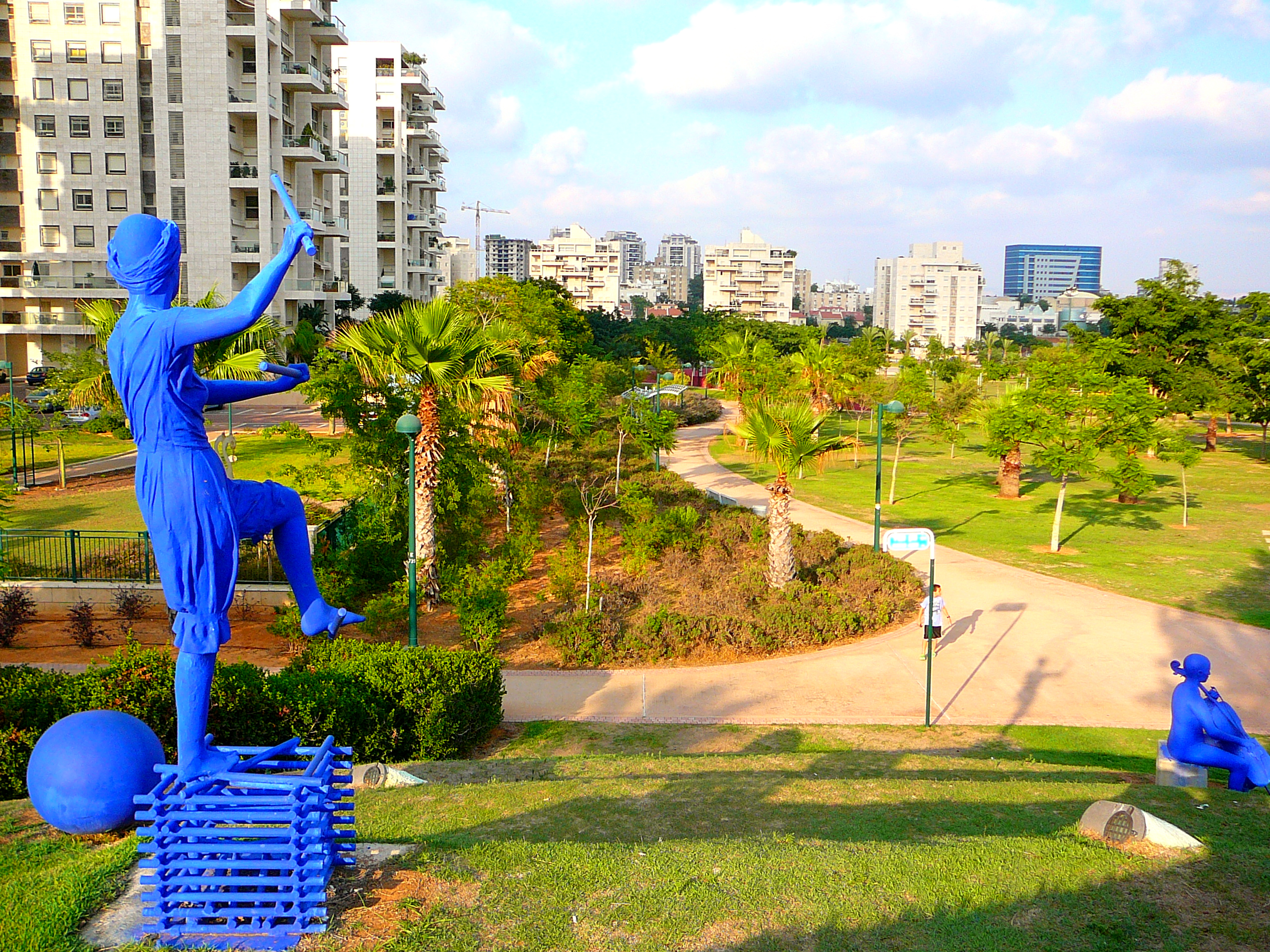
مدينة كريات أونو.

كريات أونو (بالعبرية : קִרְיַת אוֹנוֹ) مدينة إسرائيلية. تأسست عام 1939. تقع ضمن ضمن لواء تل أبيب على مساحة 4.1 كم2 تمتد أحياء منها على انقاض قرية كفرعانة العربية المُهجرة؛ وقد بلغ عدد سكانها عام 2009 قرابة 31,000 نسمة معظمهم من اليهود المهاجرين. من أعلامها عضو الكنسيت الإسرائيلية كارين الحرار.

## توأمة
لكريات أونو اتفاقيات توأمة مع كل من:
- سمولينجالاند
- دورماغن

## أعلام
- يونس فالاخ
- اومري افيك